# Салби (река)
Са́лби (мэн. Sulby) — самая длинная река острова Мэн длиной 18 километров. Берёт своё начало на самой высокой точке острова, горе Снейфелл, течёт на север через долину Салби, а затем на восток, где впадает в залив Рамси Ирландского моря в городе Рамси.